# 軍隊國家化
軍隊國家化，是一个军事和政治学领域的主张，即軍隊或其他武装不得聽從特定政治人物及群體指揮。在西歐軍政理论上，军队不專屬於個人，且無政黨派系分別，而是為一國之全體人民所擁有、并只聽命於全體人民的指揮；任何政党团体或个人无权代为调遣。使全國军事武装皆由國家的編組，尊重軍令與政令的分立，此亦是維持國家安定的關鍵基礎。另一方面，軍隊國家化也能視為是否為民主國家的判斷指標之一。军队国家化对立面是私兵制、军队政党化、军阀政治、軍國主義。
军队国家化的实质是军事武装不得归任何党派或私人团体所有，用于暴力干涉和影响政局。即任何人不得私自以武装暴力保卫或推翻任何政黨或政权；军人职责仅为維護國家利益，并直接服从于全体国民。任何缺乏全体民众之直接有效授权和指挥、而听命于单一个人或团体的军事武装皆违背“军队国家化”之理念和范畴。

## 概述
在當代，軍隊應當受國家還是政黨控制是少數國家獨有的問題。當代各國的軍隊絕大多數，至少在名義上是屬於國家而非黨派的，因此在多數國家對於軍隊控制權的爭論主要集中在國防政策（包括軍隊）是否應由文人政府控制，與文人政府控制國防相對立的則是由職業軍人控制國防，包括由職業軍人總體控制政府的軍政府。 
军队国家化的实质是军人不得干政，武裝不得被私人或派系用以干涉政治，即不得公器私用，以武力保卫政黨或政权，軍隊內部應團結不受個人指揮；军人的职责仅为對外爲國而戰，對內服务全体国民。
軍隊是一個特殊團體，軍人亦是一項身分特殊的職業，他們的言論、行事都受到嚴密的規範。平時，軍人可以用參與投票的方式表達政治立場，但軍隊將堅守政治中立為原則，盡可能地避免干預政局；戰時，軍隊需聽命國家最高領導人指揮，捍衛國家領土與民眾安全。因為，軍隊的一切作為乃是維護國家利益為優先，捍衛國家領土完整與全國民眾安全。所以，軍隊更不應該淪為某特定人士或政黨派系所擁有，形成掌控內外政治局勢變化的工具。

## 标准
如何衡量军队的国家化程度，即军队国家化的外延，争议较大。例如有观点认为执政党越过国家机关直接领导军队也应属于军队国家化行为，还有观点认为军队国家化就是指军队超出個人、地域及黨派關係以外，效忠國家、愛護人民，更有观点认为所有军人应脱离党籍。中国共产党在现今往往将军队国家化理解为“军队非党化”，并将两者同等批判。但军队国家化的内涵则普遍指的是用于国防的且由全民供养的军队不得为内战和政争的工具，即不得利用枪杆子捍卫政权，以适应“公器公用”的原则。周恩来在1946年1月16日曾代表中共公布军队国家化的具体标准：
1. 军队不属于个人。即军队不得为个人私有，成为私家军队。
2. 军队不属于派系。即军队不得成为派系政争的筹码。
3. 军队不属于地方。即军队不属于地方军阀，成为地方割据的资本。
4. 军队不属于政党。即军队不得为党军，任何政党不得在军队中有公开或秘密之活动[9]。
5. 军队属于国家。即军队应由代表国家的民主政权的机构来统帅。

## 与民主政治
由于规定政党退出军队，军人不得干政，从而防止了暴力引起的非法（即非經选举罢免等正規程序）政权更迭。因此军队国家化通常作为衡量民主国家的重要指标，并在根本上维护民主制度的和平与稳定。较为激进的观点认为军队国家化应当为国家走向民主政治的前提，而也有观点认为军队国家化是国家民主化的自然结果。
军队国家化究竟属于政治观点范畴还是属于事实确认范畴同样有争议。中共及同情中共人士认为军队国家化属于政治观点范畴，并将其视为西化分化中国的阴谋加以抵制和批驳，而持军队国家化为一既成事实的人则认为军队国家化即是将本由国家出资供养的军队纳入国家管理的轨道，而国家的宪法对军队的任何规定都可以视为这种精神的体现和对军队属于国家之事实的法律确认，即任何涉及军队的宪法都只能是军队国家化的宪法。所以军队国家化并非政治观点，因此也并无反驳的意义。

## 歷史

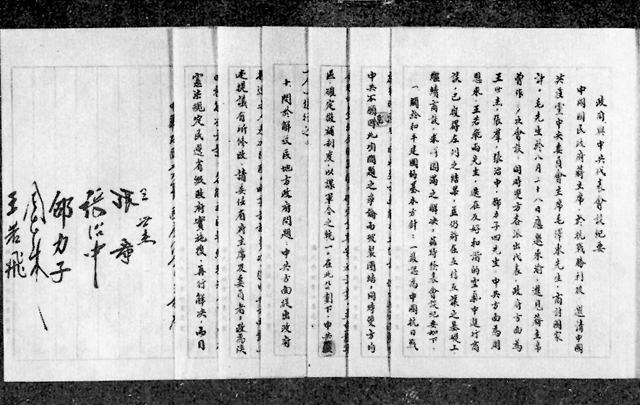
1945年国民政府与中共通过重庆谈判达成的双十协定明确规定了军队国家化

中国最早的军队国家化努力始于清朝末年。在清朝中期的内戰暴露傳統八旗、綠營軍事力量的薄弱後，清朝的軍事開始依仗由個別官員個人負責的類似私人軍隊的湘勇和淮勇等鄉勇。甲午战争惨败后，清朝编练新军，全国统一番号，并仿效西方国家军队模式建立军队等级制度。清政府難以約束受西方列强思想影響的新軍，且最終爲其滅亡。
1912年，中華民國成立，北洋军奉袁世凯令镇压中華革命黨人。在北洋军阀的胁迫下，中华民国临时政府将临时大总统职务移交袁世凯，由此开始了北洋政府时期。在这个时期军人禁止入党，军队内部禁止党派活动。然而當時全國軍隊實際上大多由軍閥群體控制及負責，各地军阀混战时断时续。出现了各地军阀相继攻入北京，控制北京政权的军人干政场面；遠離北京的軍閥則不受影響，繼續管理地方政權。军队国家化的努力最终以北洋军阀出现，各地军阀拥兵自重而告终。
与此相呼应的是广东的孫中山受苏联影响，建立中國國民黨指挥下的党军即國民革命軍。1926年，国民革命军北伐，并于1928年统一全国，结束了全国混战的局面，但也开创了军队党化的先例。1927年，中国共产党也创建了自己的黨屬武裝——中国工农红军。相对于国民党而言，共产党通过三湾改编，把党支部建立在连上，从而更加严密地控制军队。国共两党在1927年至1936年开始了长达十年的内战，最终以共产党将军队改编为国民革命军（八路军和新四军）暂告一段落。1937年，国共两党开始第二次合作，一同抗日。1941年10月10日，梁漱溟在《光明报》上刊登了中国民主政团同盟的《成立宣言》和《对时局主张纲领》。在《成立宣言》中他认为当时中国的中心问题是国家的统一，要实现国家统一，“必须军队国家化，政治民主化”。
1945年抗战胜利以后，人民不希望国家重现内战，因而存在很多军队国家化的呼声。作为宪政的基本要素，军队国家化一直是信奉三民主义并致力于建设宪政国家的国民政府所无法回避的目标。实力尚为弱势的共产党出于统一战线的需要，也宣稱支持实现军队国家化。10月，国共两党最高领袖在重庆达成了双十协定，协定明确把军队国家化作为共同目标。1946年1月，国共两党及民主同盟在重庆召开了政治协商会议，中共代表周恩来作了关于军队国家化的报告，该报告详细阐述了中国共产党关于军队国家化的观点。要点如下：第一，军队国家化与政治民主化应当同时进行。第二，军队属于人民。第三，关于军队国家化实现的若干步骤，其中包括“军党分开”，“军队不应属于党，应属于国家”，“过去是党国，不必再说，今后政府改组，就应把军党分开”。中国民主同盟也与此同时提出了军队国家化的议案，明确要求“全国所有军队应即脱离任何党派关系，而归属于国家”。随后国民党，共产党及民主党派签署了《政治协商会议决议》，决议中《和平建国纲领》第三条即明定“确认蒋主席所倡导之政治民主化，军队国家化及党派平等合法，为达到和平建国必由之途径”，而决议案之军事问题案更明定“禁止一切党派在军队内有公开的或秘密的党团活动”。1946年2月，国共达成整军协定，计划将共军整编为国军，但因第二次国共内战爆发而未能执行。
1946年《中華民國憲法》重申了政協決議的内容，明確規定了軍隊應國家化、軍隊超出政黨的原則：「全國陸海空軍，須超出個人、地域及黨派關係以外，效忠國家，愛護人民。」（第一百三十八條）與「任何黨派及個人不得以武裝力量為政爭之工具。」（第一百三十九條）基于此，1947年国民政府作为看守政府进行行宪准备时，依照宪法规定与政协决议之军队国家化程序，废除了抗战时期设置的国防委员会，并将国军（此时其并非国民革命军简称）移交国防部指挥。特别值得一提，1945年国民党就取消了国军党务组织，虽然国民党中央委员仍有不少军人，但他們只有黨籍而缺失黨務活動。随后由于实施動員戡亂和台湾戒严的形势，國民黨在中華民國政府遷台後恢復國軍內的党务组织；但终在1987年總統蔣經國宣布解嚴、繼任者李登輝在1991年废止动員戡亂之后，中華民國彻底实现了军队国家化。
1949年，中国共产党在第二次国共内战取得胜利后建立了中华人民共和国。自此，党拥有对军队的绝对领导权，即所謂“党指挥枪”，军队国家化的提法成为“敌对势力全盘西化，分化中国”的手段，该说法至今仍未改变。然而宪法非党法，在宪法层面上如何授权共产党越过国家机构直接占有国家供养的军队却难以入手。
起初，中国共产党在1954年制定第一部《中华人民共和国宪法》时规定了对全国人民代表大会负责的国家主席统帅全国武装力量，兼任国防委员会主席，这样将意味着党既无法直接越过国家机关，也无法成立一个军事委员会以国家名义领导军队。因此1954年宪法版本是中共执政以来的最接近军队国家化的宪法版本，但也是将中共直接领导军队的行为最大限度置于违宪状态的版本。为解决此违宪问题，在1975年和1978年重新制定宪法时，废除了国家主席的职务，并规定了“中国人民解放军和民兵是中国共产党领导的工农子弟兵”，“中华人民共和国武装力量由中国共产党中央委员会主席统率”。这种说法被質疑為混淆党政，公器党有，违背宪法原则，使得宪法成为了党规。
因此1982年宪法规定了新成立的中华人民共和国中央军事委员会领导全国武装力量，在名义上完成了公器公有的宪法原则。在操作上为确保党对军队的领导，该委员会与另外一个无法律地位的中央军事委员会即中国共产党中央军事委员会人员组成完全等同，使之取得政府名义而合乎宪法，两者通常对外统称中央军委回避属性，以同时适应宪法与《中国共产党章程》。因此，仅在名義上象徵军队国家化。
实际上，和中国共产党的初期宣传不同，中国共产党从一开始就坚持党对军队的绝对领导，而不听从于除共产党一党专政以外的中国中央政府（如中華民國政府）。共產黨把軍隊對黨的忠誠至於首位，在忠於國家之上。党指挥枪，或提出“用枪杆子巩固政权，捍卫社会主义江山”，反对军队国家化。

### 中華民國政府遷臺後
1982年，中華民國在落實軍隊國家化之前，立法委員若在立法院刪除國防部預算，國民黨籍的立法委員可能之後就不受提名，也有立法委員家中電話遭到恐嚇電話騷擾。
軍政與軍令二元化指的是總統下令給參謀總長，參謀總長直接下命令於軍隊，但立法院無從監督軍令系統與軍隊；因此在國防法第8條規定「總統行使統帥權指揮軍隊，直接責成國防部長，由部長命令參謀總長指揮執行之」，參謀總長從總統的軍事幕僚長改變為國防部長麾下的軍事幕僚長（地位相當於國防部副部長），並且由行政體系最高民選首長：總統下達軍事命令給國防部長，國防部長再經由參謀總長下令於軍隊，此為文人（民意）領軍及軍政軍令一元（民意）化。
1998年9月30日，中华民国空軍一級上將唐飛首次以參謀總長身份赴立法院國防委員會接受質詢，落實軍政與軍令一元化。
在立法委員的要求下，對中华民国前總統李登輝建言將軍隊中的五大信念「主義、領袖、國家、責任、榮譽」修改為三大信念「國家、責任、榮譽」，避免軍隊受單一主義或領袖影響，回歸「國家、責任、榮譽」三大信念的軍隊國家化基礎，這項轉換過程經歷李登輝時期、立法院通過國防法和國防部組織法二法以及陳水扁要求下終於在2007年國軍順利修改五大信念為三大信念，國軍依歸的是憲法第138條「全國陸海空軍，須超出個人、地域及黨派關係以外，效忠國家，愛護人民。」以及憲法第139條「任何黨派及個人不得以武裝力量為政爭工具」，貫徹中華民國國軍「軍隊國家化」與「行政中立」立場。
軍隊國家化是中華民國憲政民主的基礎，憲政民主也被視為國家唯一的生路。在李登輝總統任職期間，立法院於2000年1月15日三讀通過，並於2002年3月1日正式實施的「國防法」與「國防部組織法」二法確立了中華民國軍隊國家化、軍政軍令一元化、文人領軍、聯戰機制的精神與方向。在2000年台澎金馬首次政黨輪替時，中華民國國軍參謀總長湯曜明陸軍一級上將發表聲明，明確主張「國軍的立場與使命」服從民主政治選舉出的國家領袖與保衛國家安全等立場，被視為中華民國軍隊國家化的實質確立。
立法院完成國防部組織法修訂，可以實質審查國防部預算，在軍隊內部管理上確立軍事將領的任期與輪調制度，讓軍隊人事超越黨派因素等改革，也是落實軍隊國家化的方法。

#### 爭議
- 中華民國陸軍官校校歌：立法委員劉世芳、蔡適應、呂孫綾與林昶佐委員都曾提出中華民國陸軍官校校歌的「黨」旗飛舞需要改為「國」旗飛舞，才是體現軍隊國家化的精神；接受質詢的國防部長嚴德發以尊重歷史與傳統傳承為由拒絕；立法委員並提出政治大學校歌保留原校歌歌詞，另增訂新校歌方式請陸軍官校修改為符合軍隊國家化之校歌。[30][31][32][33][34]

- 三軍儀隊戍衛兩蔣陵寢屬於威權時期之統治象徵，為落實軍隊國家化，立法委員林昶佐、呂孫綾、王定宇等人提出國軍應儘速撤出兩蔣陵寢，撥交給當地政府管理。[33]

## 争论
在大部分国家，军队国家化被写入宪法，并成为信条；在少数国家例如中华人民共和国，朝鲜民主主义人民共和国，军队国家化议题仍然属于敏感话题。对于此问题，这些国家的政府和民间的观点存在分歧。

### 支持方观点
一些国家的民主运动人士和1946年的中国共产党持有军队国家化观点，支持军队国家化观点如下：
- 军队给养来自政府收入，而非自党库資產支持。因此军队自然應該先属于国家與人民。
- 军人服兵役乃是依据宪法“公民有服兵役义务”条款之规定，乃是参加国防军而非党卫军，属于国家行为，而非党派行为。“青年参军是基于作为公民的义务和国法的强制，并非是基于对某党主张的向往和信仰，以国家的名义征兵加入的却是党军，这是以公谋私，是非法占有。”[41]
- 军队国家化往往为宪法所明定或间接规定，例如“武装力量属于人民”，或武装力量的职责在于“保卫祖国”，而并非保卫政党。因此反对军队国家化属于违宪行为。
- 民主社会的政党应以人民的选票来保卫执政地位，而非以枪杆子手段控制百姓。
- 党指挥枪在操作上往往成为枪指挥党，而酿成政变甚至是演變出軍政府的風險（雖然軍政府不一定導致寡頭、獨裁統治），如四一二事件和林彪反党集团。

### 反对方观点
一些国家的执政党反对军队国家化。中国共产党在1946年重庆谈判期间曾明确支持军队国家化，并签署了废除党军的整军协定，但在这之前和中华人民共和国成立後至今均改口反对军队国家化，并把军队国家化与“军队非党化”同等批判。
目前，中国共产党对在中国进行军队国家化的批判理由包括：
- 中国没有实施多党制而是实施中国共产党领导的多党合作和政治协商制度，因此不存在执政党的更迭，也就不存在军队脱离共产党而实施国家化的必要；
- 中国共产党是代表全体中国人民的先锋队，因此中国不必进行军队国家化，黨的军队也算是国家與人民的军队；
- 军队国家化是资产阶级政党瓦解无产阶级政党力量的手段之一；
- 削弱甚至取消中国共产党对军队的绝对领导，将为社会稳定带来巨大损失；
- 会扰乱人们的思想，不利于社会主义中国的长治久安。

## 国家規範
目前大多数国家的宪法和法律均对军队的管辖归属有直接或间接规定。有些国家的宪法明确规定了军人超出政治的原则，还有一些国家则仅就军队的管辖权进行规范。

### 中華民國
| 依中华民国宪法须超出党派之公职人员 | 依中华民国宪法须超出党派之公职人员 | 依中华民国宪法须超出党派之公职人员 |
| 类别                               | 宪法规定                           | 对应条文                           |
| ---------------------------------- | ---------------------------------- | ---------------------------------- |
| 法官                               | 法官须超出党派以外                 | §80                                |
| 考试委员                           | 考试委员须超出党派以外             | §88                                |
| 监察委员                           | 监察委员须超出党派以外             | 增§7V                              |
| 国军                               | 全国陆海空军须超出…党派关系以外    | §138                               |

1946年制憲國民大會通過《中華民國憲法》第三十章，將國民革命軍編入中華民國中央政府統領的“全國陸海空軍”，軍隊開始實行軍隊國家化, 改稱 「中華民國國軍」。然因國共內戰的爆發，中華民國政府遷往台灣以後，軍隊國家化的步伐只能部分落實。
中華民國政府在台灣實行解嚴後，隨著多元社會和政黨政治的民主化的發展趨勢，過去黨軍關係的運作機制逐漸調整，並開始不斷要求落實軍隊國家化，軍方的角色也在黨退出軍隊後已從涉及政治逐漸轉到國家化的軍隊。
- 《中華民國憲法》第138條規定：「全國陸海空軍，須超出個人、地域及黨派關係以外，效忠國家、愛護人民」。
- 《中華民國憲法》第139條規定：「任何黨派及個人不得以武裝力量為政爭之工具」。
- 《國防法》第5條規定：「中華民國陸海空軍，應服膺憲法，效忠國家，愛護人民，克盡職責，以確保國家安全」。
- 《國防法》第6條規定：「中華民國陸海空軍，應超出個人、地域及黨派關係，依法保持政治中立」。

### 中华人民共和国
中国共产党一直坚持“党指挥枪”的指导原则，直接领导以中国人民解放军为首的中国武装力量。1949年中华人民共和国的第一部临时性宪法文件共同纲领明确规定了“中华人民共和国的武装力量，即人民解放军、人民公安部队和人民警察，是属于人民的武力。其任务为保卫中国的独立和领土主权的完整，保卫中国人民的革命成果和一切合法权益。”该纲领多次使用了“中华人民共和国的军队”，并明确了由中央人民政府统帅军队的原则。1954年版的中华人民共和国宪法规定了“中华人民共和国主席统帅全国武装力量”，并设立国防委员会作为军队领导机构。该委员会与当时的中共中央军事委员会并存，从而引发了管辖问题争议(例如1958年粟裕曾就国防部和军委参谋部的关系问题咨询苏联方面)。1975年和1978年版本的《中华人民共和国宪法》均有当时作为中共中央主要负责人的中国共产党中央委员会主席统帅全国武装力量之规定，故这两部宪法均明确肯定党领导军队，而排斥军队国家化。现行的《中华人民共和国宪法》制定于1982年，在宪法制定期间，中共曾讨论过如何将军队纳入宪法而不排斥共产党的绝对领导，最终决定设置两个军委，即中共中央军委和国家军委。该宪法对军队有以下的规定：
- 《中华人民共和国宪法》第五条規定：「一切国家机关和武装力量、各政党和各社会团体、各企业事业组织都必须遵守宪法和法律。一切违反宪法和法律的行为，必须予以追究。任何组织或者个人都不得有超越宪法和法律的特权」。
- 《中华人民共和国宪法》第二十九条規定：「中华人民共和国的武装力量属于人民。它的任务是巩固国防，抵抗侵略，保卫祖国，保卫人民的和平劳动，参加国家建设事业，努力为人民服务」。
- 《中华人民共和国宪法》第九十三条規定：「中华人民共和国中央军事委员会领导全国武装力量」。
- 《中华人民共和国宪法》第九十四条规定：「中央军事委员会主席对全国人民代表大会和全国人民代表大会常务委员会负责」。

有评论认为，中华人民共和国宪法虽然未能明确写出“军队国家化”，但其“中央军事委员会主席对全国人民代表大会和全国人民代表大会常务委员会负责”之规定从程序上已经规定了军队统帅应由国家机关而非政党选举产生，且其法律条文并未排除全国人大选举中国共产党外其他政党人员或无党派人士统帅军队之可能，故该宪法名義上具备军队国家化的形式。
与之相对的，则是1997年制定的《中华人民共和国国防法》
- 第十七条 中华人民共和国的武装力量属于人民。它的任务是巩固国防，抵抗侵略，保卫祖国，保卫人民的和平劳动，参加国家建设事业，全心全意为人民服务。
- 第十八条 中华人民共和国的武装力量必须遵守宪法和法律，坚持依法治军。
- 第十九条 中华人民共和国的武装力量受中国共产党领导。武装力量中的中国共产党组织依照中国共产党章程进行活动。

值得注意的是，该法的第十九条与宪法的第九十三条分别规定两个不同的机构/组织领导武装力量。实际操作上，中国共产党中央军事委员会拥有最高军事指挥权。
北京于2025年3月1日起施行《互联网军事信息传播管理办法》，明确禁止传播“‘军队非党化、非政治化’和‘军队国家化’等”政治主张。《办法》还禁止“诋毁党对军队绝对领导和军委主席负责制”，鼓励“宣传习近平强军思想”等内容，从而间接抵制与军队国家化主张可能相关的思潮。文件还对信息提供主体提出严格的责任与规范要求，使在互联网传播的军事信息都必须符合官方的政治导向，阻止支持或讨论军队国家化主张。

### 德國
鉴于纳粹德国时期，纳粹党先私建冲锋队，合法取得政權後又設立党卫军的教训，《德国基本法》对德國聯邦國防軍归属有严格规定：
- 第60条　任命，赦免，豁免

1. 联邦总统任免联邦法官、联邦公务员、军官和下级军官，法律另有规定的除外。

- 第87a条　軍队的建立和投入使用

1. 联邦为防御而建立軍队。预算计划中须载明軍队的数量及其组织规模的基本情况。
2. 除用于防御外，軍队只有在本基本法明确准许时，方能投入使用。
3. 在防御状态和紧急状态下，軍队在履行其防御任务的必要范围内，有权保护平民财产、执行交通管制。此外，在防御状态和紧急状态下，軍队可受委托承担保护平民财产的任务，以支援警察的行动；届时，軍队与主管机关进行合作。
4. 具备第91条第2款所指的前提条件，且警察和联邦边防部队力量不足时，为抵御有关对联邦或州的生存和自由民主的基本秩序构成的紧迫危险时，联邦政府可动用軍队支援警察和联邦边防部队以保护平民财产和平息有组织的军事武装叛乱。如联邦议院或联邦参议院要求停止動用軍队，则应于停止使用。

- 第87b条　联邦国防军的行政管理

1. 联邦国防军的行政管理由联邦行政机关和其下属机构进行。联邦国防军的行政管理机构执行武装部队的人事任务和直接充实军需的任务。救济残废军人和营建工程的任务，只有依照联邦参议院批准的联邦法律，方可交予联邦国防军的行政管理机构执行。此外，凡授权联邦国防军行政管理机构干涉第三人权利的法律也需经联邦参议院的批准；但有关人事方面的法律除外。
2. 此外，有关国防的联邦法律，包括征兵和民防的联邦法律经联邦参议院批准，可规定全部或部分由联邦行政机构及其下属机构自行执行，或由联邦委托各州执行。如此项法律由联邦委托各州执行，经联邦参议院批准可规定把根据第85条属于联邦政府和联邦最高主管行政机关的职权全部或部分转移给联邦高级行政机关；与此同时，此类法律还可以规定，联邦高级行政机关在按照第85条第2款第1句颁布一般行政规定时，不需取得联邦参议院的批准。

### 法国
因法国军队国家化历史悠久，故现行宪法并无特别章节规定法国军队之职权和行政管理。1958年《法兰西第五共和国宪法》规定：
- 第十三条：共和国总统任命国家的文职人员和军职人员。
- 第十五条：共和国总统是军队的统帅。总统主持最高国防会议和国防委员会。
- 第二十条：政府掌管行政部门和武装力量。

### 苏联
苏俄红军创建之初，即为军队单位配备政委职务以代替隨軍神職人員，强化党对军队的领导。但在50年代朱可夫元帅發現此弊端，试图让苏军更为正规化、专业化，并建议取消政委，后被苏共中央列为他的主要罪状之一。此后苏军虽未停止政党在军内的活动，但其军队国家属性较强，几乎不参与国内政治（除八一九事件）。1977年苏联最后一部宪法规定：
- 第三十一条　保卫社会主义祖国是国家最重要的职能，是全民的事业。为保卫苏联人民的社会主义成就与和平劳动、国家主权和领土完整而建立苏联武装力量，实行普遍义务兵役制。苏联武装力量对人民的职责是可靠地保卫社会主义祖国，经常保持战斗准备以保证立即反击任何侵略者。

- 第三十二条　国家保证国家的安全和防御能力，给苏联武装力量提供一切必要的装备。国家机关、社会组织、公职人员和公民保证国家安全和加强国家防御能力的义务，由苏联立法规定之。

- 第七十三条　苏维埃社会主义共和国联盟通过其最高国家权力机关和国家管理机关行使下列职权： 
  - (8)决定和平与战争的问题，捍卫主权，保卫苏联的国界和领土，组织国防，领导苏联武装力量；

- 第一百二十一条　苏联最高苏维埃主席团：
  - （14）组织苏联国防委员会和确定其成员，任免苏联武装力量的最高指挥人员；

- 第一百三十一条　苏联部长会议有权解决属于苏维埃社会主义共和国联盟权限内的、按照宪法不包括在苏联最高苏维埃和苏联最高苏维埃主席团职权范围之内的一切国家管理问题。苏联部长会议行使下列职权：
  - （5）对苏联武装力量的建设实行总的领导，规定每年征集服役的公民人数；

- 第一百五十一条　苏联的审判权仅由法院行使。苏联设有苏联最高法院，加盟共和国最高法院，自治共和国最高法院，边疆区、州和市法院，自治州法院，自治专区法院，区（市）人民法院以及武装力量军事法庭。

- 第一百五十一条　军事法庭审判员由苏联最高苏维埃主席团选举产生，任期五年；人民陪审员由军人大会选举产生，任期二年半。

### 引用
1. ↑  實行民主憲政 提高人民生活 （页面存档备份，存于）（蔣中正主持國民黨第六屆二中全會開幕致演講稿）
2. ↑  許智偉：中華民國軍隊國家化 不會發生軍事政變 的存檔，存档日期2007-09-29.，〈台灣之音〉
3. ↑  这並非意味军人不可入党，但却意味軍人不可進行政黨活動，如台湾军方：严守中立不干政 （页面存档备份，存于）
4. ↑  参见：中华民国宪法，民国三十五年，国民大会秘书处编印
5. ↑  中国民主同盟提出实现军队国家化并大量裁兵案，新华日报1946年1月17日
6. ↑  .   [2009-05-04]. （原始内容存档于2013-11-11）.
7. ↑  例如参见08宪章，08宪章 的存檔，存档日期2008-12-21.
8. ↑  新华日报，1946年1月17日。周恩来在政协会议上关于军队国家化的发言。
9. ↑  此说法也可见于经国共代表签字后的政协决议原文，参见《政治协商会议纪实》，重庆出版社，1989
10. ↑  . 中国新闻网. 2007-04-19. （原始内容存档于2013-01-01）.
11. ↑  . 解放军报. 2013年11月10日  [2024年11月20日]. （原始内容存档于2024年11月24日） –人民网.
12. ↑  郑永年：对中国军队国家化的一个体察 （页面存档备份，存于）
13. ↑  王桧林. . 北京师范大学出版社. 2016: 264.
14. ↑  1946年1月17日重庆《新华日报》
15. ↑  《政治协商会议纪实》，上卷，第248页，重庆出版社，1989年
16. ↑  历史文献社，《政协文献》，第101页
17. ↑  . 中国新闻社. 2007年7月16日. 今天出版的《求是》刊登中央军委副主席、国务委员兼国防部长曹刚川纪念中国人民解放军建军80周年的文章说，敌对势力把解放军作为西化、分化的重点，竭力鼓吹“军队非党化、非政治化”和“军队国家化”，妄图使解放军脱离党的领导。要充分认清坚持党对军队绝对领导的极端重要性，进一步强化军魂意识，毫不动摇地坚持党对军队绝对领导的根本原则。
18. ↑  曹刚川. . 《求是》. No. 14. 2007年.
19. ↑  . （原始内容存档于2009年11月24日）.
20. ↑  新华网北京2008年12月30日电 中共中央总书记、国家主席、中央军委主席胡锦涛近日在军队一次重要会议上提出，要围绕强化官兵精神支柱，大力培育“忠诚于党、热爱人民、报效国家、献身使命、崇尚荣誉”的当代革命军人核心价值观。新华网 的存檔，存档日期2014-12-01.
21. ↑  《江泽民文选》人民出版社2006年，第一卷，第487页：“中国人民解放军又是执行党的政治任务的武装集团，它以党的宗旨为宗旨，以党的目标为目标。”“用枪杆子巩固政权，捍卫社会主义江山。”
22. ↑  .   [2009-02-17]. （原始内容存档于2017-07-30）.
23. ↑  .   [2009-05-03]. （原始内容存档于2016-03-04）.
24. ↑  Dpc38.  (PDF). 2017-05-26  [2018-09-05]. （原始内容存档 (PDF)于2021-02-11）.
25. ↑  作者：洪陸訓. . 五南圖書出版股份有限公司, 2016. 2016-09-01  [2018-09-04]. ISBN 9789571187723. （原始内容存档于2021-05-18） （中文（臺灣））.
26. ↑  .   [2018-09-04]. （原始内容存档于2021-01-19） （中文（臺灣））.
27. ↑  . 全國法規資料庫.   [2018-09-04]. （原始内容存档于2021-05-10） （中文（臺灣））.
28. ↑  . 全國法規資料庫.   [2018-09-04]. （原始内容存档于2021-05-18） （中文（臺灣））.
29. ↑  作者：黃煌雄. . 時報文化出版, 2017. 2017-03-10  [2018-09-04]. ISBN 9789571369280. （原始内容存档于2021-05-18） （中文（臺灣））.
30. ↑  葛祐豪. . 自由時報. 2017-11-12  [2018-09-04]. （原始内容存档于2021-03-11） （中文（臺灣））.
31. ↑  .   [2018-09-05]. （原始内容存档于2021-05-18） （中文（臺灣））.
32. ↑   (PDF). 2018-04-17  [2018-09-05]. （原始内容存档 (PDF)于2021-02-11） （中文（臺灣））.
33. 1 2   (PDF). zh-tw. 2018-02-22  [2018-09-05]. （原始内容存档 (PDF)于2021-02-11）.
34. ↑   (PDF). zh-tw. 2016-12-12  [2018-09-05]. （原始内容存档 (PDF)于2021-02-11）.
35. ↑  
毛泽东：我们完全赞成军队国家化

问：你赞成军队国家化，废止私人拥有军队么？

答：我们完全赞成军队国家化与废止私人拥有军队，这两件事的共同前提还是国家民主化。通常所说的“共产党军队”按其实际乃是中国人民在战争中自愿组织起来而仅仅服务于保卫祖国的军队，这是一种新型的军队，与过去中国一切属于个人的旧式军队完全不同。它的民主性质为中国军队之真正国家化提供了可贵的经验，足为中国其他军队改进的参考。

这是毛泽东对英国路透社驻重庆记者甘贝尔书面提出的十二个问题的答复。1945年9月27日《新华日报》第二版头条刊登，标题是《毛泽东同志答路透社记者　中国需要和平建国》。1945年10月8日，《解放日报》的头版头条以“本报重庆讯”的名义，用同样的标题全文转载这篇答问。哈尔滨东北书店1948年出版的《毛泽东选集》也收录了这篇答问。
36. ↑  参见 1946年1月17日 新华日报，重庆，政治协商会议上周恩来关于军队国家化的讲话
37. ↑  《北京之春》“精忠保国”还是“精忠保党”？－－论军队国家化 （页面存档备份，存于）
38. ↑  《北京之春》2006年6月号 六四与中国军队，（山东）吕耿松“六﹒四”与中国军队——再论军队国家化 （页面存档备份，存于）
39. ↑  《北京之春》是国防军还是雇佣军——三论军队国家化/吕耿松 （页面存档备份，存于）
40. ↑  《北京之春》吕耿松：中共抵制军队国家化不得人心— 四论军队国家化 （页面存档备份，存于）
41. ↑  《北京之春》2007.8 吕耿松：中共抵制军队国家化不得人心— 四论军队国家化
42. ↑  .   [2009-05-04]. （原始内容存档于2009-06-24）.
43. ↑  翟从福. . 解放军报. 2014-04-11  [2019-02-08]. （原始内容存档于2021-01-24）.
44. ↑  红旗文稿. . 新华社. 2015-06-08  [2021-01-30]. （原始内容存档于2021-05-18）.
45. ↑   (PDF).   [2007-08-26]. （原始内容存档 (PDF)于2007-09-28）.
46. ↑  .   [2014-11-19]. （原始内容存档于2011-04-11）.
47. ↑  在跟随粟裕的日子里, 鞠开,中国文史出版社, 2007, 343 pages
48. ↑   當代中國國情與政治制度， 余非，三聯書店(香港)有限公司, 2007, 102 页
49. ↑  .   [2008-08-27]. （原始内容存档于2013-05-17）.
50. ↑  . imaozedong.com. （原始内容存档于2009年5月13日）.
51. ↑  中华人民共和国国防法,法律出版社, 1997
52. ↑  . 新华网. 中华人民共和国中央人民政府. 2012-11-23  [2020-03-06]. （原始内容存档于2020-09-21） （中文（中国大陆））.
53. ↑  . military.people.com.cn.   [2025-06-08].
54. ↑  . www.nrta.gov.cn.   [2025-06-08].
55. ↑  1957年苏共中央十月全会决议